# Municipio de Texhuacán
El municipio de Texhuacán se encuentra ubicado en la zona centro montañosa del Estado de Veracruz, en la región llamada de las Montañas. Es uno de los 212 municipios de la entidad. Está ubicado en las coordenadas 18°37′4.15″N 97°2′26.95″O / 18.6178194, -97.0408194 y cuenta con una altura de 1940 m s. n. m. Su cabecera es la localidad de Texhuacán.
El municipio lo conforman dieciocho localidades en las cuales habitan 4.740 personas y es un municipio categorizado como rural.
Texhuacán tiene un clima principalmente templado y lluvias abundantes en verano y principios de otoño.
El municipio de Texhuacán celebra sus tradicionales fiestas el 24 de junio en honor al santo patrono San Juan Bautista.

## Límites
- Norte: Los Reyes y Zongolica
- Sur: Mixtla de Altamirano y Tehuipango
- Este: Mixtla de Altamirano  y Zongolica
- Oeste:  Astacinga y Los Reyes